# ミオシーレン
ミオシーレン (Miosiren) とは、新生代中新世に生息していたジュゴン目の生物である。ジュゴン目（海牛目）- マナティー科 - ミオシーレン亜科に属する。
分類に関しては、かつてはジュゴン科に分類されていたが、2000年代に入り、マナティー科に分類される様になった。

## 分布
ベルギー・アントワープ州より化石が出土。ヨーロッパの近海に生息していたと推定される。

## 特徴
全長4m。臼歯のエナメル質が肥厚しているが、上顎最後部の臼歯は棒状に退化している。歯列の咬合面の形態などからも、海草を主食とする他の海牛類とは異なり、貝を食べていたと推定される。